# ニコラス・アルマグロ
ニコラス・アルマグロ・サンチェス（Nicolás Almagro Sánchez, 1985年8月21日 - ）は、スペイン・ムルシア出身の元男子プロテニス選手。身長183cm、体重81kg。右利き、バックハンド・ストロークは片手打ち。ATPランキング自己最高位はシングルス9位、ダブルス48位。これまでにATPツアーシングルスで13勝、ダブルス1勝を挙げている。デビスカップスペイン代表としてデビスカップ2008の優勝に貢献。

## 来歴
教師である両親の間に生まれたアルマグロは8歳からテニスを始め、2003年にプロ入り。同年末には早くもランキングを年初の737位から156位まで上昇させる活躍を見せる。2006年には故郷のバレンシア・オープンで初優勝を遂げ、トップ100に定着したアルマグロは翌2007年の同大会でも優勝し連覇を果たす。2008年には1月のブラジル・オープンで同郷のカルロス・モヤを、2月のメキシコ・オープンでアルゼンチンのダビド・ナルバンディアンをそれぞれ下し、シングルス優勝を「4」とした。
また2008年全仏オープン男子シングルスにおいても、3回戦で第10シードイギリスのアンディ・マリーを破る等の活躍で4大大会自己最高のベスト8進出を果たす。準々決勝では同郷の全仏王者ラファエル・ナダルに敗れたものの、シングルス最高位を更新。同年8月には北京五輪にスペイン代表として単複両部門でオリンピック初出場。シングルス1回戦ではガエル・モンフィスに敗退、ダブルスではダビド・フェレールと組みアスペリン/ヨハンソン組との2回戦まで進出した。
2010年はマドリード・オープンでベスト4、全仏オープン4回戦でフェルナンド・ベルダスコを6-1, 4-6, 6-1, 6-4で破り2年ぶりにベスト8に進出した。準々決勝では優勝したラファエル・ナダルに6-7(2), 6-7(3), 4-6のストレートで敗れている。7月のスウェーデン・オープンとスイス・オープン・グシュタードで優勝し通算7勝となった。
2011年は2月の中南米のクレーコート大会で3週連続で決勝に進出した。ブラジル・オープンではアレクサンドル・ドルゴポロフを6–3, 7–6(3)、アルゼンチン・オープンではフアン・イグナシオ・チェラを6–3, 3–6, 6–4で破り優勝した。メキシコ・オープンではダビド・フェレールに6–7(4), 7–6(2), 2–6で敗れ3週連続優勝を逃した。4月25日付のランキングで10位となりトップ10入りを果たす。
2012年は2月のブラジル・オープンで連覇を果たしたが、アルゼンチン・オープンではダビド・フェレールに6–4, 3–6, 2–6で敗れ連覇を逃した。
2014年4月のバルセロナ・オープン・バンコ・サバデルでは準々決勝でラファエル・ナダルを2–6, 7–6(5), 6–4で破った。アルマグロはこれまでナダルには10戦全敗であったが、初勝利を挙げるとともに初めて世界ランキング1位に勝利した。
2014年7月に左足の手術を受ける。以後ウィンブルドン、全米オープンを欠場。
2016年のアルゼンチン・オープンの準々決勝で世界ランク9位のジョー＝ウィルフリード・ツォンガを、準決勝で世界ランク6位のダビド・フェレールを破り、2年ぶりのツアー決勝進出。決勝でドミニク・ティエムに敗れる。同年5月には全仏オープンまでのクレーコートシーズンで、ミレニアム・エストリル・オープンの決勝で同郷のパブロ・カレーニョ・ブスタにフルセットで勝利し、実に4年ぶりのツアー優勝を果たした。
2017年12月、諫早市のあきやま病院との契約を発表。
2019年4月に引退。
アルマグロのシングルス23回、ダブルス2回の決勝進出は全てクレーコートの大会である。

## ATPツアー決勝進出結果

### シングルス: 23回 (13勝10敗)
| 大会グレード                    |
| グランドスラム (0–0)            |
| ATPファイナルズ (0–0)           |
| ATPツアー・マスターズ1000 (0–0) |
| ATPツアー500 (2–3)              |
| ATPツアー250 (11–7)             |

| サーフェス別タイトル |
| ハード (0–0)         |
| クレー (13–10)       |
| 芝 (0–0)             |
| カーペット (0–0)     |

| 結果   | No. | 決勝日        | 大会               | サーフェス | 対戦相手                     | スコア                  |
| ------ | --- | ------------- | ------------------ | ---------- | ---------------------------- | ----------------------- |
| 優勝   | 1.  | 2006年4月16日 | バレンシア         | クレー     | ジル・シモン                 | 6-2, 6-3                |
| 優勝   | 2.  | 2007年4月15日 | バレンシア         | クレー     | ポティート・スタラーチェ     | 4-6, 6-2, 6-1           |
| 準優勝 | 1.  | 2007年7月15日 | ボースタード       | クレー     | ダビド・フェレール           | 2-6, 1-6                |
| 優勝   | 3.  | 2008年2月17日 | コスタ・ド・サイペ | クレー     | カルロス・モヤ               | 7-6(7-4), 3-6, 7-5      |
| 優勝   | 4.  | 2008年3月1日  | アカプルコ         | クレー     | ダビド・ナルバンディアン     | 6-1, 7-6(7-1)           |
| 準優勝 | 2.  | 2008年4月20日 | バレンシア         | クレー     | ダビド・フェレール           | 6-4, 2-6, 6-7(2-7)      |
| 優勝   | 5.  | 2009年2月28日 | アカプルコ         | クレー     | ガエル・モンフィス           | 6-4, 6-4                |
| 優勝   | 6.  | 2010年7月18日 | ボースタード       | クレー     | ロビン・セーデリング         | 7-5, 3-6, 6-2           |
| 優勝   | 7.  | 2010年8月1日  | グシュタード       | クレー     | リシャール・ガスケ           | 7-5, 6-1                |
| 優勝   | 8.  | 2011年2月12日 | コスタ・ド・サイペ | クレー     | アレクサンドル・ドルゴポロフ | 6-3, 7-6(7-3)           |
| 優勝   | 9.  | 2011年2月20日 | ブエノスアイレス   | クレー     | フアン・イグナシオ・チェラ   | 6-3, 3-6, 6-4           |
| 準優勝 | 3.  | 2011年2月26日 | アカプルコ         | クレー     | ダビド・フェレール           | 6-7(4-7), 7-6(7-2), 2-6 |
| 優勝   | 10. | 2011年5月21日 | ニース             | クレー     | ビクトル・ハネスク           | 6-7(5-7), 6-3, 6-3      |
| 準優勝 | 4.  | 2011年7月24日 | ハンブルク         | クレー     | ジル・シモン                 | 4-6, 6-4, 4-6           |
| 優勝   | 11. | 2012年2月19日 | サンパウロ         | クレー     | フィリッポ・ボランドリ       | 6-3, 4-6, 6-4           |
| 準優勝 | 5.  | 2012年2月26日 | ブエノスアイレス   | クレー     | ダビド・フェレール           | 6-4, 3-6, 2-6           |
| 優勝   | 12. | 2012年5月26日 | ニース             | クレー     | ブライアン・ベイカー         | 6-3, 6-2                |
| 準優勝 | 6.  | 2012年7月15日 | ボースタード       | クレー     | ダビド・フェレール           | 2-6, 2-6                |
| 準優勝 | 7.  | 2013年4月14日 | ヒューストン       | クレー     | ジョン・イスナー             | 3-6, 5-7                |
| 準優勝 | 8.  | 2013年4月28日 | バルセロナ         | クレー     | ラファエル・ナダル           | 4-6, 3-6                |
| 準優勝 | 9.  | 2014年4月13日 | ヒューストン       | クレー     | フェルナンド・ベルダスコ     | 3-6, 6-7(4-7)           |
| 準優勝 | 10. | 2016年2月14日 | ブエノスアイレス   | クレー     | ドミニク・ティエム           | 6-7(2-7), 6-3, 6-7(4-7) |
| 優勝   | 13. | 2016年5月1日  | エストリル         | クレー     | パブロ・カレーニョ・ブスタ   | 6-7(6-8), 7-6(7-5), 6-3 |

### ダブルス: 2回 (1勝1敗)
| 結果   | No. | 決勝日        | 大会             | サーフェス | パートナー                 | 対戦相手                                        | スコア           |
| ------ | --- | ------------- | ---------------- | ---------- | -------------------------- | ----------------------------------------------- | ---------------- |
| 準優勝 | 1.  | 2009年2月22日 | ブエノスアイレス | クレー     | サンティアゴ・ベントゥーラ | マルセル・グラノリェルス アルベルト・マルティン | 3-6, 7-5, [8-10] |
| 優勝   | 1.  | 2015年8月8日  | キッツビュール   | クレー     | カルロス・ベルロク         | ロビン・ハーセ ヘンリ・コンティネン             | 5-7, 6-3, [11-9] |

## 成績

### 4大大会シングルス
略語の説明
| W | F | SF | QF | #R | RR | Q# | LQ | A | Z# | PO | G | S | B | NMS | P | NH |

W=優勝, F=準優勝, SF=ベスト4, QF=ベスト8, #R=#回戦敗退, RR=ラウンドロビン敗退, Q#=予選#回戦敗退, LQ=予選敗退, A=大会不参加, Z#=デビスカップ/BJKカップ地域ゾーン, PO=デビスカップ/BJKカッププレーオフ, G=オリンピック金メダル, S=オリンピック銀メダル, B=オリンピック銅メダル, NMS=マスターズシリーズから降格, P=開催延期, NH=開催なし.
| 大会           | 2004 | 2005 | 2006 | 2007 | 2008 | 2009 | 2010 | 2011 | 2012 | 2013 | 2014 | 2015 | 2016 | 2017 | 2018 | 2019 | 通算成績 |
| -------------- | ---- | ---- | ---- | ---- | ---- | ---- | ---- | ---- | ---- | ---- | ---- | ---- | ---- | ---- | ---- | ---- | -------- |
| 全豪オープン   | A    | 1R   | 1R   | 1R   | 1R   | 3R   | 4R   | 4R   | 4R   | QF   | A    | 1R   | 2R   | 1R   | A    | A    | 16–12    |
| 全仏オープン   | 1R   | 2R   | 2R   | 2R   | QF   | 3R   | QF   | 1R   | QF   | 4R   | 1R   | 2R   | 3R   | 2R   | A    | A    | 24–14    |
| ウィンブルドン | A    | 1R   | 1R   | 1R   | 2R   | 3R   | 1R   | 3R   | 3R   | 3R   | A    | 1R   | 2R   | A    | A    | A    | 10–11    |
| 全米オープン   | A    | 2R   | 1R   | 3R   | 3R   | 3R   | 3R   | 1R   | 4R   | 1R   | A    | LQ   | 3R   | 1R   | A    | A    | 14–11    |

### 大会最高成績
| 大会                 | 成績 | 年                     |
| -------------------- | ---- | ---------------------- |
| ATPファイナルズ      | Alt  | 2011, 2012             |
| インディアンウェルズ | QF   | 2012                   |
| マイアミ             | QF   | 2010                   |
| モンテカルロ         | 3R   | 2008, 2011, 2012, 2014 |
| マドリード           | SF   | 2010                   |
| ローマ               | QF   | 2006, 2008             |
| カナダ               | QF   | 2011                   |
| シンシナティ         | QF   | 2007                   |
| 上海                 | QF   | 2013                   |
| パリ                 | 3R   | 2012, 2013             |
| ハンブルク           | QF   | 2007                   |
| オリンピック         | QF   | 2012                   |
| デビスカップ         | W    | 2008                   |